# Leptolalax alpinus
Espèce
Statut de conservation UICN

 EN B1ab(iii)+2ab(iii) : En danger
Leptolalax alpinus est une espèce d'amphibiens de la famille des Megophryidae.

## Répartition
Cette espèce est endémique du centre de la province du Yunnan en République populaire de Chine. Elle se rencontre entre 2 300 et 2 450 m d'altitude dans le xian de Jingdong.

## Publication originale
- Fei, Ye & Huang, 1990 : Key to Chinese Amphibians. Chongqing, China, Publishing House for Scientific and Technological Literature, p. 1-364.